# Чат живого спілкування
Чат живого спілкування (англ. Real-time chat, Live chat) або чат у реальному часі — це практично будь-яке інтерактивне спілкування, яке забезпечує передачу текстових повідомлень від відправника до одержувача в реальному часі або в прямому ефірі. Доступні різноманітні програмні засоби, які дозволяють спілкуватися в системі реального часу між особами, що користуються послугами Інтернету.
Чат живого спілкування — чат, в якому обмін повідомленнями в системі «користувач-комп'ютер-користувач» відбувається в режимі теперішнього часу (на відміну від чат-ботів — в системі «людина-комп'ютер»). Віртуальне спілкування в системі теперішнього часу максимально наближене до реального (система реального часу). Це пов'язане з тим, що у співрозмовника немає часу обдумати фразу, як це можна зробити при спілкуванні на форумі або за електронною поштою, іншими словами відбувається «живе» спілкування.
Чат у системі реального часу може бути будь-яким безпосереднім текстовим або відеочатом (за допомогою вебкамер) один-на-один або груповими чатами «один-до-багатьох» за допомогою інструментів, таких як миттєві повідомлення (IM), дикторів, Інтернет-чат (IRC) і багатокористувацькі підземелля (MUD).
Підтримка в реальному часі (англ. Live Support) — це вебсервіс для підприємств, який дозволяє користувачам спілкуватися, як правило, в системі реального часу в чаті. Жива підтримка призначена для надання клієнтам негайної підтримки і інформації. Вебсервіс інтегрований з бізнес-сайтом і, як правило, включає невидимий аналіз трафіку вебсайту та безпечний адміністративний контроль.
Це також загальний термін для додатків миттєвого обміну повідомленнями, спеціально призначених для надання негайної онлайн-допомоги відвідувачам вебсайту компанії.
Підтримка в реальному часі також может бути відома як чат, допомога в реальному часі, програмне забезпечення підтримки в реальному часі.